# Fuß

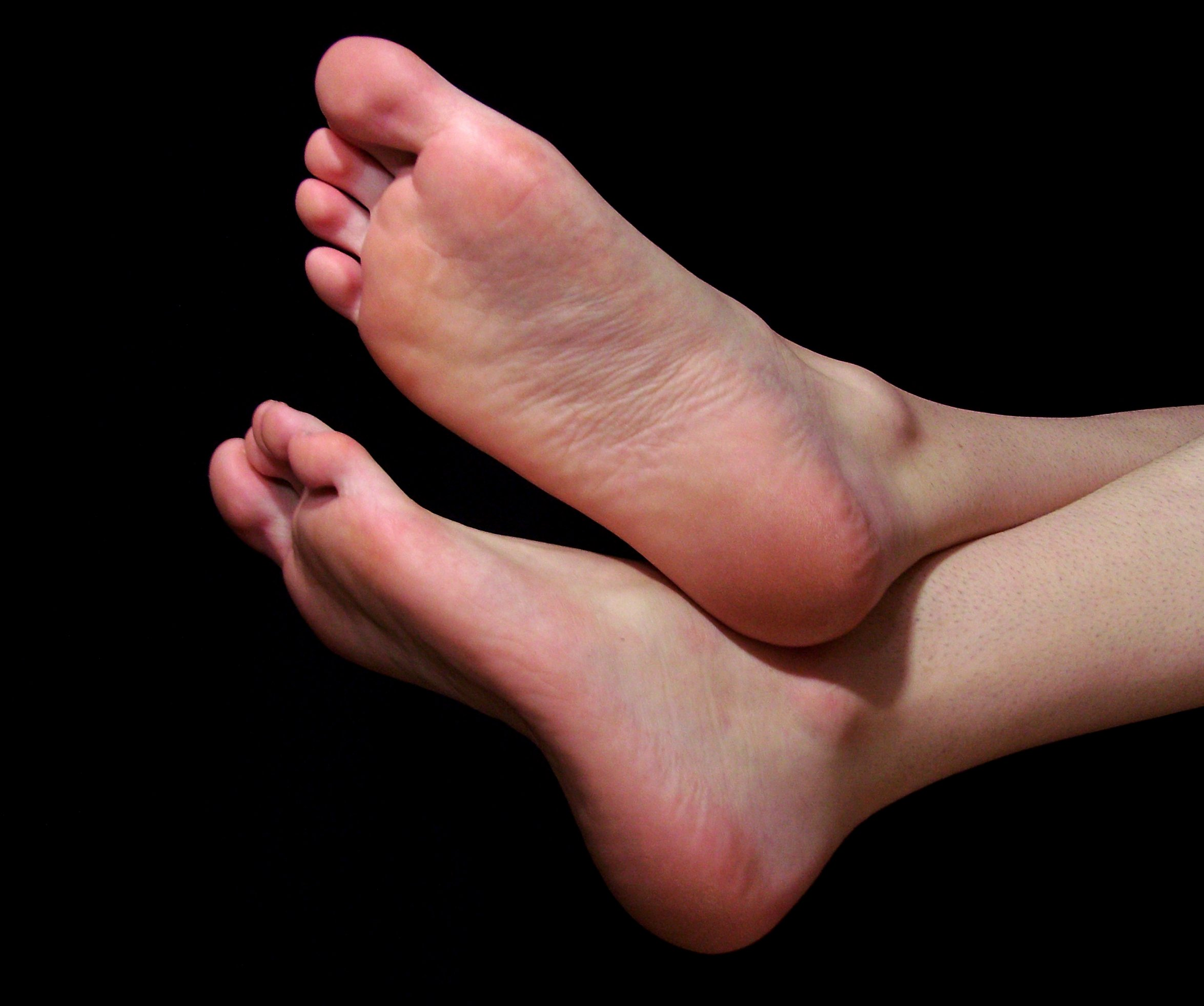
Füße eines Mannes

Der Fuß ist der unterste Abschnitt des Beins der Landwirbeltiere. Er besteht beim Menschen aus der Fußwurzel, dem Mittelfuß und den fünf freien Zehen. Nach der äußeren Gestalt werden verschiedene Fußtypen unterschieden.
Nach der Funktion spricht man beim Menschen vom Standfuß und bei den Menschenaffen vom Greiffuß.
In Österreich, im äußersten Osten der Schweiz und in Süddeutschland nennt man Fuß umgangssprachlich oft das gesamte Bein bis zur Hüfte.

## Etymologie
Die gemeingermanische Körperteilbezeichnung mhd. vuoz, ahd. fuoz – für das Urgermanische zu rekonstruieren ist ein Wurzelnomen *fōt- mit Nominativ Plural *fōtiz, das im Althochdeutschen in die i-Stämme gewechselt ist – beruht auf der Ablautform *pō̆d- von urindogermanisch *pēd- „Fuß“. Vergleiche hierzu lateinisch pes, Genitiv pedis und altgr. πούς pous, Genitiv ποδός podos.
Im Urgermanischen lautete der Nominativ Singular ursprünglich wohl *fōz; im Plural ist die Flexion als Konsonantenstamm noch erhalten im Altenglischen, Altfriesischen, und Nordgermanischen. Vergleiche auch neuenglisch feet, das letztlich auf den urgermanischen Nominativ Plural *fōtiz zurückgeht; dieser setzt lautgesetzlich eine Form *pōdes voraus und ist damit formal identisch mit urkelt. *ādes oder besser *ɸādes, belegt in der Hesychglosse ἄδες · πόδες.

## Allgemeines
Der Fuß besteht aus Zehen (Digiti pedis), dem Mittelfuß (Metatarsus) und einer Fußwurzel (Tarsus). Am Mittelfuß unterscheidet man Ballen, Sohle, Ferse, Spann (Fußrücken oder auch Rist), Innen- und Außenrist (Außenkante). In den Füßen befinden sich je 26 Knochen (plus 2 Sesambeine), damit stellen die Fußknochen zusammen etwa ein Viertel der insgesamt 206 bis 215 Knochen des menschlichen Körpers.
An Fußsohle und Zehen finden sich die Rezeptoren der Hautsinne (Tastsinn) in besonders hoher Dichte. Die Fußmuskulatur hat die Aufgabe, die Bewegungen des Fußes auszuführen. Darüber hinaus spannt sie auch das Längs- und Quergewölbe des Fußes. Die Fußmuskulatur wird in die Gruppe der langen und der kurzen Fußmuskeln unterteilt. Die kurzen Fußmuskeln befinden sich am Fußskelett, das heißt, sie haben hier ihren Ursprung und Ansatz. Die langen Fußmuskeln dagegen liegen am Unterschenkel.

## Fußformen

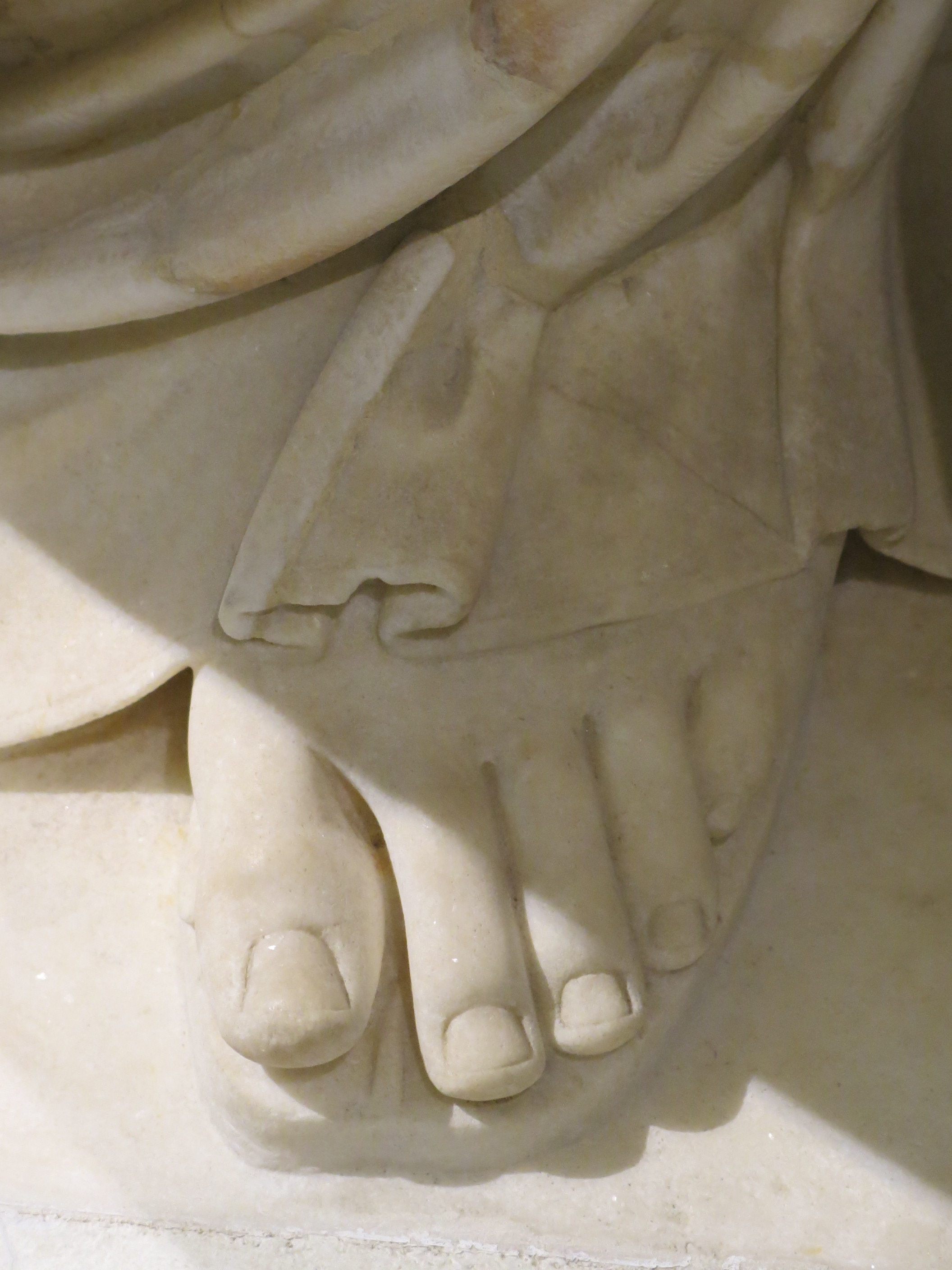
Griechischer Fuß einer Venus-Statue

Anhand des Längenunterschieds zwischen Großzehe und zweiter Zehe werden drei Fußformen unterschieden:
- Ägyptischer Fuß: Die zweite Zehe ist kürzer als die Großzehe.
- Griechischer Fuß: Die zweite Zehe ist länger als die Großzehe.
- Römischer Fuß (auch quadratischer Fuß genannt): Die zweite Zehe und die Großzehe sind gleich lang.

Es lassen sich noch an den Menschen bestimmter Regionen und Länder mitunter typische Fußformen erkennen. Auch besteht eine gewisse Variabilität, abhängig vom „Gebrauch“ des Fußes: Die Twa (Jäger und Sammler, die zur Honigernte häufig auf Bäume klettern) und die Bakiga (sesshafte Bauern) in Uganda haben markant unterschiedlich ausgeprägte Füße.
Frauen haben relativ zu ihrem Körper kleinere Füße als Männer. Auch konnte nachgewiesen werden, dass kleine Füße bei Frauen sowohl von Männern als auch Frauen als attraktiv wahrgenommen werden, während große Füße als männlich empfunden werden.

## Evolutive Entwicklung
→ Siehe auch Aufrechter Gang im Artikel Hominisation
Die Struktur des menschlichen Fußes und der Hand aus fünf Strahlen sind Entwicklungen, die erstmals innerhalb der Landwirbeltiere vorkommen und dort weitgehend verbreitet sind. Bei einzelnen Gruppen der Landwirbeltiere ist die Anzahl der Strahlen reduziert, etwa bei Schwanzlurchen, Krokodilen und Vögeln sowie innerhalb der Säugetiere bei Paarhufern und Unpaarhufern.
Die Entwicklung zum Standfuß des Menschen führte dazu, dass vor allem die Gelenke der Zehen weniger beweglich sind im Vergleich zum Greiffuß der Menschenaffen. Die Muskeln des menschlichen Fußes tragen zur Stabilisierung des Fußes und der Verspannung des Fußgewölbes bei, während sie beim Affen zur fein regulierten Bewegung der Zehen dienen.

Fußabdruck einer Person mit Hohlfuß, erkennbar am fehlenden Mittelfußbereich aufgrund des hohen Fußgewölbes

## Fußgewölbe

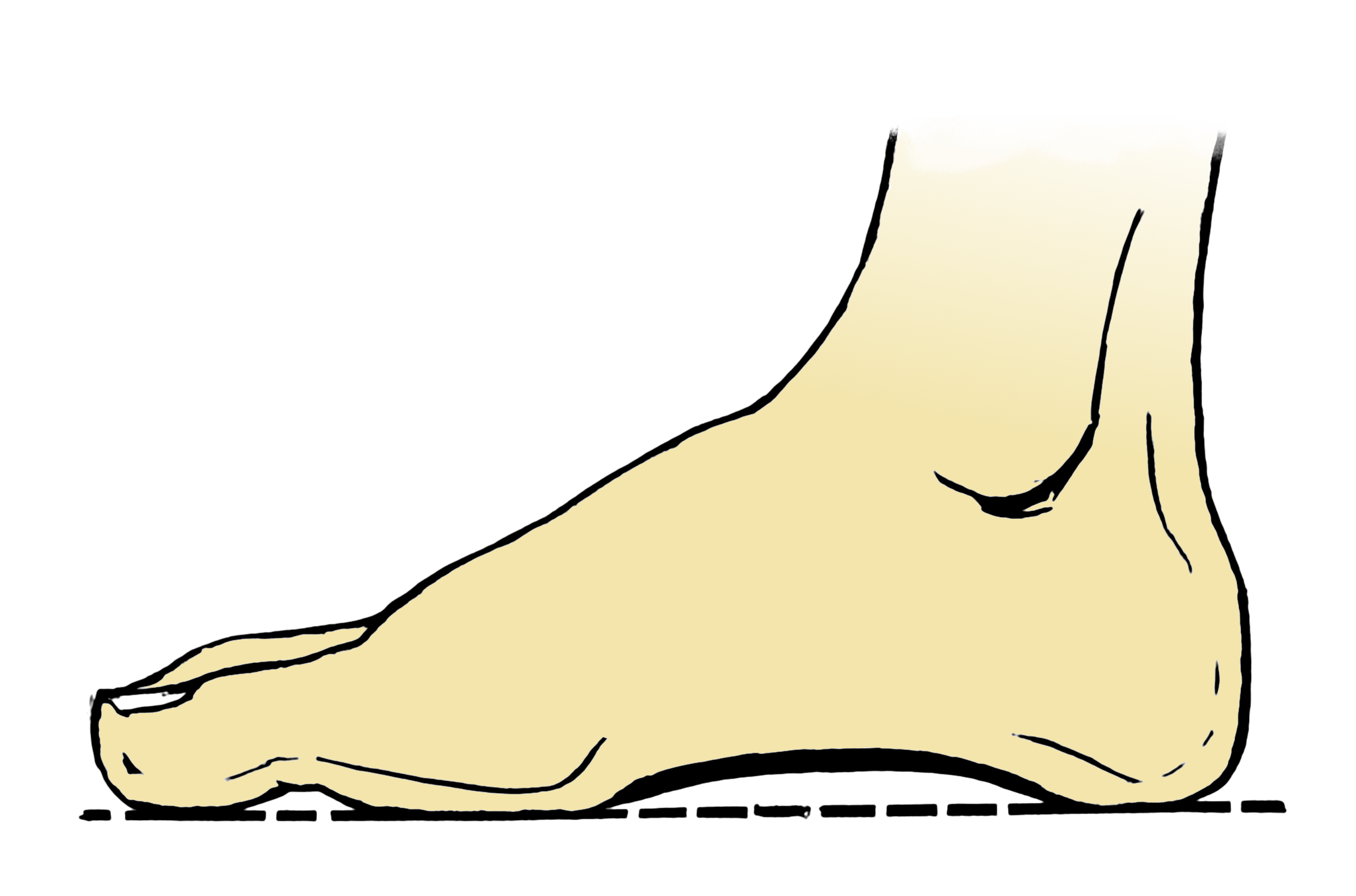
Längsgewölbe

Der Fuß weist ein Längsgewölbe und ein Quergewölbe auf. Dadurch wird das Körpergewicht hauptsächlich über die drei Punkte Ferse, Großzehengrundgelenk (Großzehenballen) und Kleinzehengrundgelenk (Kleinzehenballen) getragen.
Das Fußgewölbe (auch als Fußbogen bezeichnet) wird durch Muskulatur verspannt und durch Bänder aufrechterhalten. Für die Aufrechterhaltung des Quergewölbes ist das Zusammenspiel von Musculus tibialis posterior und Musculus peroneus longus als besonders wichtig anzusehen. Darüber hinaus sind auch die Querzüge der Aponeurosis plantaris für das Quergewölbe wichtig sowie das Caput transversum des Musculus adductor hallucis. Für die Aufrechterhaltung des Längsgewölbes ist die Fußsohlensehnenplatte (Aponeurosis plantaris) und das lange Sohlenband (Ligamentum plantare longum) wichtig. Das Längsgewölbe wird durch den Musculus flexor hallucis longus und den Musculus flexor digitorum longus und auch die kurze Fußmuskulatur verspannt.
Die Fußgewölbe sind für die einwandfreie Funktion des Fußes von großer Bedeutung, da sie wie Stoßdämpfer wirken. Einigen Erkrankungen des Fußes wie Plattfuß, Senkfuß und Spreizfuß liegt ein Absinken des Fußgewölbes zugrunde. Ein zu stark ausgeprägtes Fußgewölbe beeinträchtigt die Funktion des Fußes ebenfalls, hierbei wird von einem Hohlfuß gesprochen.

## Fußsohle

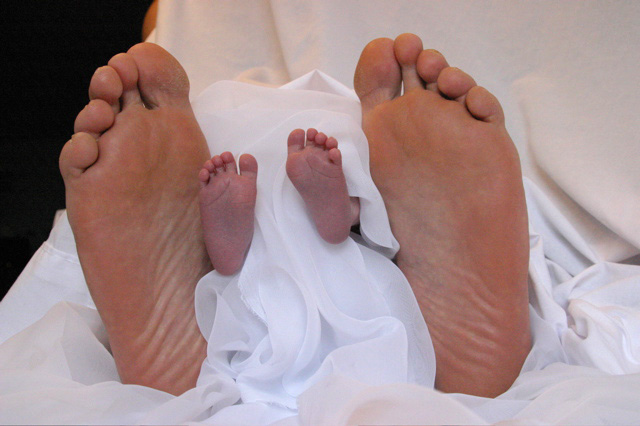
Fußsohlen eines 30 Tage alten Säuglings und eines Mannes

Die Fußsohle (lateinisch Planta pedis oder kurz Planta) besitzt einen Unterbau aus einem Fettkörper, der Stöße dämpft und eine polsternde Wirkung hat, dabei aber so stabil ausgebildet ist, dass er unter den beim Gehen einwirkenden Kräften nicht verrutschen kann. Durch diesen Fettkörper hindurch sind anatomische Gegebenheiten so gut wie nicht zu ertasten mit Ausnahme der Mittelfußköpfchen der mittleren Strahlen.
Die Fußsohle lässt sich in folgende Bereiche unterteilen, die in einer Trittspur im Sand oder im Trittschaum-Abdruck zu erkennen sind:
- Ferse
- Fußaußenrand
- Bereich des Längsgewölbes
- Fußballen mit den Großzehen- und Kleinzehenballen unter dem Großzehen- und Kleinzehengrundgelenk und alle übrigen Zehenballen unter den übrigen Zehengrundgelenken.

Kontakt zum Boden besteht nicht über die gesamte Fußsohle. Im Bereich des Längsgewölbes bzw. Fußinnenrandes liegt sie beim gesunden Fuß nicht auf. Das Körpergewicht wird von der Fußsohle zu unterschiedlichen Anteilen getragen. Den Hauptanteil des Körpergewichts tragen die Ferse (ca. 33 %) und der Fußballen (ca. 40 %). Den Rest übernehmen der Fußaußenrand (ca. 15 %), die Großzehe (ca. 5 %) und die übrigen Zehen (ca. 7 %).
Der Orthopäde kann mit Hilfe eines Podoskops (Gerät zur Fußdiagnostik bei Fußschäden oder -schwächen) eine direkte Untersuchung vornehmen. Die moderne digitale Pedographie ermöglicht eine Dokumentation und mit entsprechender Software auch Berechnungen für Diagnose und Therapie.
Da an der Fußsohle sehr viele Nervenenden liegen, sind hier viele Menschen sehr kitzelig, aber auch an den Zehen, zwischen und unter den Zehen, oder am Ballen.

## Rist, Fußrücken

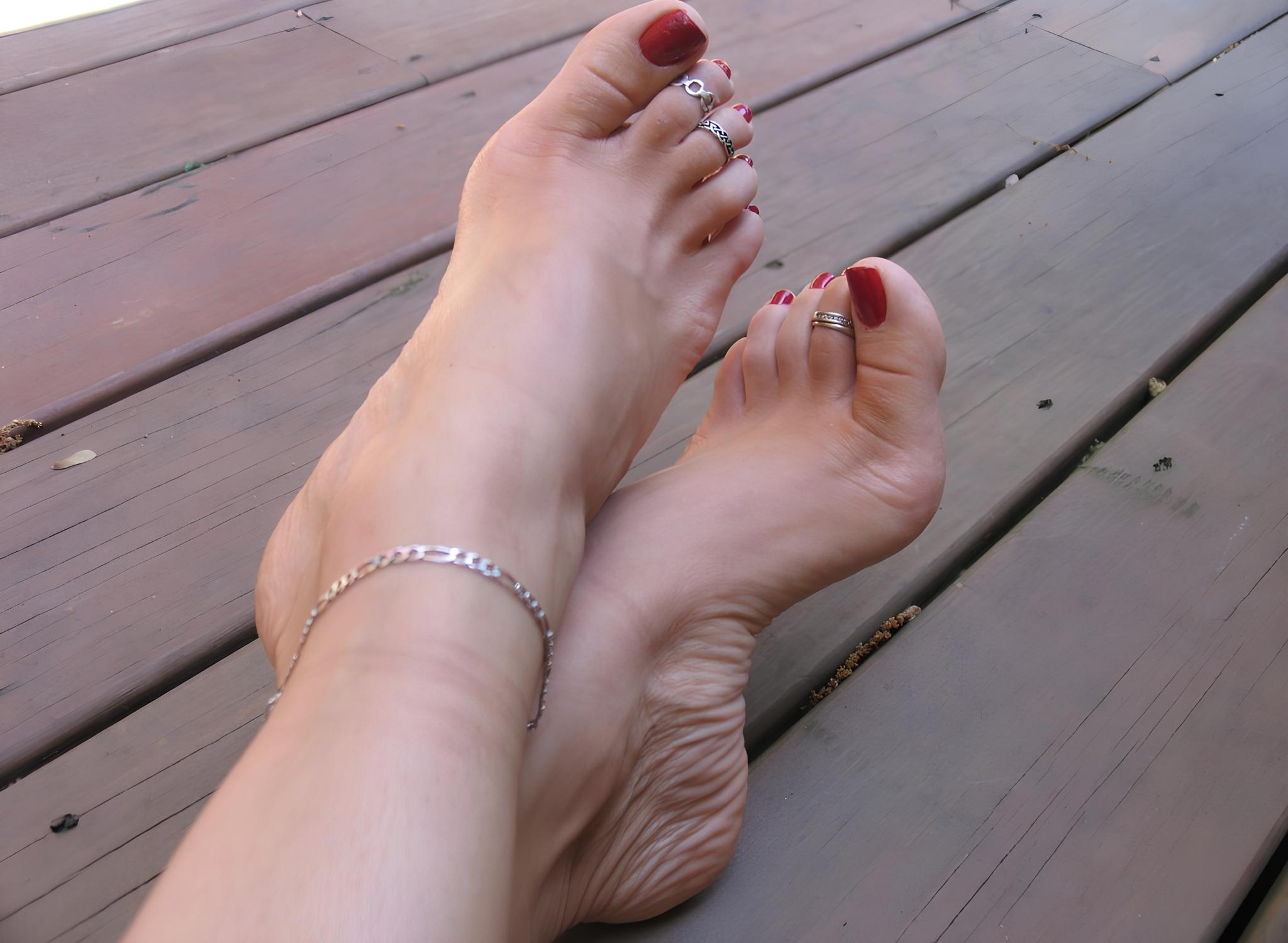
Fußrücken (Spann) bei weiblichen Füßen in entspannter Haltung

Der Fußrücken, auch Rist oder Spann genannt, bezeichnet die Oberseite des Fußes. Er erstreckt sich vom unteren Ende des Schienbeins (Sprunggelenk) bis zu den Zehen. Eine Schwierigkeit bei der Herstellung von Schuhen liegt darin, dass Höhe und Form des Fußrückens individuell stark variieren. Ein hoher Rist ist in der Regel mit kräftig ausgebildeten Sprunggelenken verbunden, die Stabilität und Knickfestigkeit bieten. Im Tanz und Ballett sowie beim Fußball kommt dem Fußrücken eine besondere Bedeutung zu. Durch Strecken des Fußes bildet der Fußrücken eine Verlängerung der Beinlinie, der Effekt wird durch Ballerina-Schuhe oder Pumps verstärkt.
Da die Form des Fußrückens vom individuellen Knochenbau bestimmt wird, kann sie durch gezieltes Training nicht wesentlich verändert werden. Eine besondere Form des hohen Spanns tritt beim Hohlfuß auf, wobei Trittsicherheit und Knickfestigkeit beeinträchtigt sind. In der Vergangenheit wurde beim chinesischen Lotosfuß durch gewaltsames Abbinden ein extrem hoher Spann erzwungen.

## Fußmuskulatur

### Kurze Fußmuskulatur
Die kurze Fußmuskulatur setzt sich aus folgenden Muskeln zusammen:
- Musculus abductor hallucis,
- Musculus flexor hallucis brevis,
- Musculus adductor hallucis,
- Musculus flexor digitorum brevis,
- Musculus opponens digiti minimi,
- Musculus flexor digiti minimi brevis,
- Musculus abductor digiti minimi
- Musculus quadratus plantae
- Musculus extensor hallucis brevis,
- Musculus extensor digitorum brevis

Darüber hinaus gibt es noch die zwischen den Mittelfußknochen liegenden Zwischenknochenmuskeln:
- Musculi interossei dorsales,
- Musculi interossei plantares
- Musculi lumbricales

### Lange Fußmuskulatur
Die Unterschenkelmuskulatur wird gemeinhin als lange Fußmuskulatur bezeichnet. Der Grund liegt darin, dass diese Muskeln fast ausschließlich am Fußskelett ansetzen. Die einzige Ausnahme bildet der Musculus popliteus, der nur im Kniegelenk wirkt. Die langen Fußmuskeln verjüngen sich zum Fuß hin und geben damit dem Unterschenkel seine charakteristische Form. Der Ansatz am Fußskelett erfolgt über lange Sehnen, die in Sehnenscheiden geführt und umgelenkt werden. Diese Sehnen verlaufen unter anderem über den Fußrücken, wo man sie am besten bei der Anspannung der Muskulatur erkennen kann.
Zu den Fußmuskeln gehören folgende Muskeln:
- Musculus gastrocnemius,
- Musculus soleus,
- Musculus flexor digitorum longus,
- Musculus tibialis posterior,
- Musculus flexor hallucis longus,
- Musculus peronaeus longus,
- Musculus peronaeus brevis
- Musculus tibialis anterior,
- Musculus extensor hallucis longus,
- Musculus extensor digitorum longus,
- Musculus peronaeus tertius

## Fußskelett

Schema der Fußknochen des Menschen

Das Fußskelett wird nach anatomischen Gesichtspunkten unterteilt in Fußwurzelknochen (Ossa tarsi), Mittelfußknochen (Ossa metatarsi) und Zehenknochen (Ossa digiti pedis). Die Knöchel gehören eigentlich zum Schienbein und Wadenbein, da sie aber Bestandteil des Sprunggelenks sind und Probleme mit diesem Gelenk meistens in einem Zusammenhang mit dem Fuß stehen, werden die Knöchel zum Fuß geordnet.
Das gegenüber dem Sprunggelenk nach hinten überstehende Fersenbein (lat. Calcaneus) bildet die Ferse und stellt einen sogenannten Rückfußhebel dar. Die gesamte Fußwurzel wird dementsprechend unter funktionellen Gesichtspunkten auch als Rückfuß bezeichnet. Entsprechend dazu hat der vor dem Sprunggelenk liegende Bereich die Wirkung eines Vorfußhebels. Unter funktionellen Gesichtspunkten wird dieser Bereich deshalb als Vorfuß bezeichnet. Der Vorfuß umfasst die Mittelfußknochen und die Zehen. Die Knochen des Fußskeletts sind durch zahlreiche Gelenke miteinander verbunden und werden durch Bänder zusammengehalten. Die wichtigsten und von Verletzungen am häufigsten betroffenen Bänder sind die Bänder des Sprunggelenks.
Die Fußwurzel besteht aus den folgenden Knochen
- Sprungbein (Talus)
- Fersenbein (Calcaneus)
- Kahnbein (Os naviculare)
- Würfelbein (Os cuboideum)
- 1. bis 3. Keilbein (Os cuneiforme I bis III)
Teilweise weitverbreitet gibt es eine ganze Reihe von zusätzlichen Knochen im Bereich der Fußwurzel.

Der Vorfuß besteht aus folgenden Knochen:
- 1. bis 5. Mittelfußknochen (Ossa metatarsalia I bis V)
- Zehenknochen (Ossa digitorum pedis)

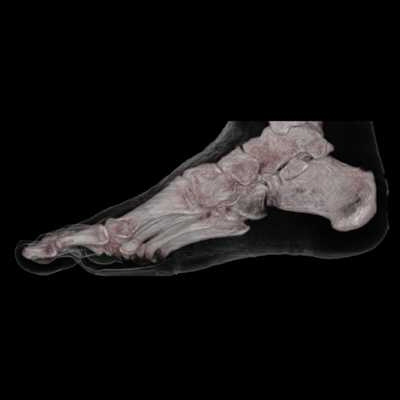
Menschlicher Fuß, Volumenrekonstruktionstechnik aus CT-Bildern

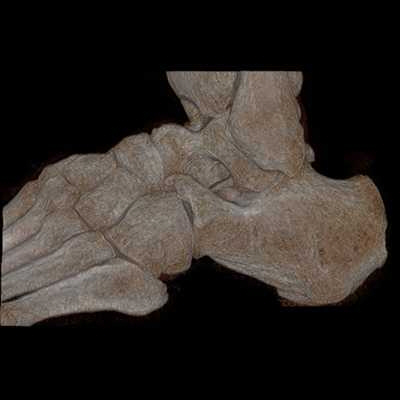
Menschlicher Fuß, hochauflösende Volumenrekonstruktionstechnik aus CT-Bildern

- 2 Sesambeine

## Gelenke
Das Fußskelett hat folgende Gelenke:
- Das obere Sprunggelenk (Articulatio talocruralis)
- Das untere Sprunggelenk (Articulatio talotarsalis; besteht aus Art. subtalaris und Art. talocalcaneonavicularis)
- Kalkaneokuboidgelenk (Art. calcaneocuboidea, liegt zwischen Calcaneus und Os cuboideum)
- Talonaviculargelenk (liegt zwischen Sprungbein und Kahnbein)
- Articulatio tarsi transversa (Chopart-Gelenk, wird aus dem Kalkaneokuboidgelenk und dem Talonaviculargelenk gebildet)
- Tarsometatarsalgelenke (Artt. tarsometatarseae, auch Lisfranc-Gelenk, hier stehen der 1. bis 3. Mittelfußknochen mit den Keilbeinen und der 4. bis 5. Mittelfußknochen mit dem Würfelbein in Verbindung)
- Intertarsalgelenke (liegen zwischen Keilbeinen, Kahnbein und Würfelbein)
- Metatarsophalangealgelenke (das sind die Grundgelenke zwischen Mittelfußknochen und Zehengrundgliedern)
- Interphalangealgelenke (Gelenke zwischen den Zehenknochen)

## Bewegungsabläufe des Fußes
Neben der Abduktion und der Dorsalextension ist die Pronation einer der wichtigsten Bewegungsabläufe des Fußes. Die Überlagerung dieser drei Bewegungen wird auch als Eversion bezeichnet. Die Gegenbewegung zur Pronation ist die Supination, bei Überlagerung mit Adduktion und Plantarflexion als Inversion bezeichnet.
Beim Auftreten verformt sich der Fuß und nimmt elastische Energie auf, beim Abdrücken wirkt er hingegen wie ein starrer Hebel, der die auf ihn ausgeübte Kraft an den Boden überträgt. Es wurde auch die Hypothese aufgestellt, dass beim Abrollen eine „Verblockung“ (blocking mechanism) im Chopart-Gelenk (Articulatio tarsi transversa) stattfindet, die eine Kraftübertragung von der Achillessehne auf den Mittel- und Vorfuß ermöglicht und dadurch den Vorwärtsschub des Fußes im Abrollvorgang bewirkt.

## Fehlbildungen
Fehlbildungen des Fußes werden meist in der Orthopädie behandelt. Folgende Krankheitsbilder treten häufig auf:
- Plattfuß
- Senkfuß
- Spreizfuß
- Hallux valgus
- Hohlfuß
- Klumpfuß
- Spitzfuß
- Knickfuß
- Sichelfuß

Im Verlauf eines Diabetes mellitus kann es durch Knochenzerstörungen zur Entwicklung eines Charcot-Fußes kommen.

## Veränderungen im Rahmen von Syndromen
Typischerweise treten Veränderungen des Fußes bei nachstehenden Erkrankungen auf:
- Apert-Syndrom Synostosen
- Arthrogryposis multiplex congenita
- Ehlers-Danlos-Syndrom
- Haglund-Syndrom
- Marfan-Syndrom
- Möbius-Syndrom
- Multiples Pterygium-Syndrom
- Spondyloepiphysäre Dysplasie
- Trisomie 8
- Trisomie 18 evtl. alle Klumpfuß
- Cornelia-de-Lange-Syndrom
- Pierre-Robin-Syndrom
- Prader-Willi-Syndrom alle kleinen Füße
- Ellis-van-Creveld-Syndrom Polydaktylie
- Fibrodysplasia ossificans progressiva Verkürzung des Großzehs
- Fragiles X-Syndrom
- Pseudoachondroplasie
- Trisomie 21 alle Plattfuß
- Homozystinurie Hohlfuß
- Klippel-Trénaunay-Weber-Syndrom
- Larsen-Syndrom mehrere Ossifikationskerne
- Proteus-Syndrom Makrodaktylie
- Rubinstein-Taybi-Syndrom Abweichung der Großzehen